# 西奧多·多斯多夫

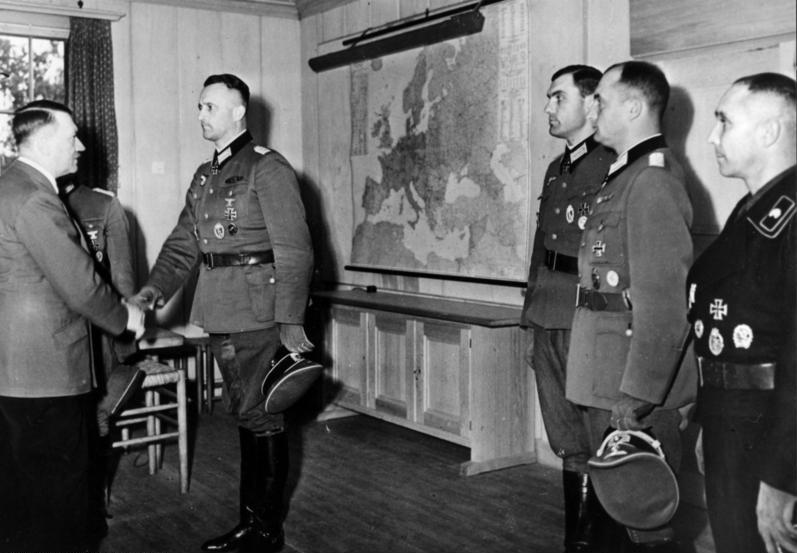
1943年狼穴的接見儀式，從左到右為：希特勒、沃爾特·蘭格、保羅·舒爾茨、西奧多·多斯多夫、弗蘭茨·貝克

西奧多·多斯多夫（德語：Theodor Tolsdorff，1909年11月3日-1978年5月25日）是二戰期間德國國防軍的一名將軍，曾指挥第1、第340步兵师、第82军，他是27位鑽石橡葉佩劍騎士鐵十字勳章獲得者之一。戰後，多斯多夫被指控在二戰末期殺害弗朗茨·澤維爾·霍爾哲（Franz Xaver Holzhey）。他於1954年被定罪，隨後於1960年無罪釋放。這些審判引起了公眾的極大興趣和媒體報導。